# Короленко Прокіп Петрович
Короленко Прокіп Петрович (1834—1913) — історик Кубані, етнограф.

## Життєпис
Народився на Кубані на сімейному хуторі в юрті Павловського куреня. Через ранню смерть батька зміг одержати лише домашнє виховання; однак постійно займався самоосвітою і став, за влучним висловом історика Кубані Ф.Щербини, орачем, який «один підготував поле» кубанської історії. 1851 вступив рядовим козаком у 6-й кінний полк Чорноморського козацького війська і менш ніж через рік за успіхи в діях проти горців отримав чин урядника. Від березня 1853 займав посади писаря Чорноморської лікарської управи та військового правління, столоначальника, пом. старшого ад'ютанта військового чергування, секретаря цивільної експедиції і старшого діловода військового господарського правління.
1863–70 на сторінках «Кубанських військових відомостей» опублікував етнографічні нариси: «Чорноморські весілля», «Весняні хороводи в Чорноморії», розповіді українською мовою «Чернець Лаврін, або хутірські бесіди» і «Кара Божа», статті «Про будівлю військового собору в фортеці міста Катеринодара», «Про розкопки стародавностей у Тамані» та ін.
Від 1871 до 1878 працював дільничним приставом повітового поліцейського управління та старшим пом. повітового начальника в Єйську (нині місто Краснодарського краю, РФ). Цей період ознаменувався публікацією книг «Чорноморці» (С.-Петербург, 1874) і «Чорноморські козаки: Історичний нарис політичного і громадського життя з 1775 по 1842 р.» (Київ, 1877).
З 1878 по 1885] — старший діловод Кубанського військового правління. Після відставки (1885) близько двох років працював в архівах та бібліотеках Харкова. Був обраний членом Харківського історико-філологічного товариства при Харківському університеті. У збірниках останнього опублікував статті «Чорноморські замовляння» (1892), «Матеріали з історії війська Запорозького» (1896), «Церковні старожитності кубанських козаків» (1905), «Довідка, узята з Харківського історичного архіву з історії малоросійських козаків» (1905). Окремим виданням вийшли «Матеріали з історії війська Запорозького з документів Харківського історичного архіву» (1896).
1891 дебютував у «Киевской старине» історичним нарисом «Азовці» (т. 34, № 7). Наприкінці 1880-х та у 1890-ті рр. надрукував у газ. «Кубанські обласні відомості» низку статей з цінними історичними фактами з історії українського козацтва: «Отаман Осип Гладкий» (1891), «Чорноморське весілля за наказом» (1895), «Огляд історичних відомостей про походження Запорозьких і Хоперських козаків» (1896), «Російські козаки на Кубані під кримським пануванням» (1899), «Козацький монастир на Афоні» (1901). У петерб. газ. «Вісник козачих військ» опублікував матеріали «Картини з історії козаків», «Кошові отамани Чорноморського козачого війська» (обидва 1902) та ін.
1893—1902 працював військ. архіваріусом. 1896 обраний чл. Таврійської губернської вченої архівної комісії. На засіданнях комісії було заслухано 7 його повідомлень, 6 із них були надруковані в її «Відомостях», у тому числі: «До історії Кубанського війська: Документи Кубанського військового архіву, що стосуються діяльності правителя Таврійської області Жегуліна» (т. 35, 1903) та копія маніфесту імп. Катерини II від 8 квітня 1783 про приєднання до Росії Криму і Кубані (т. 42, 1908).
Після того як було відкрито Кубанський обласний статистичний комітет (1879), що налагодив регулярний випуск «Кубанських збірників», К. публікує в них праці: «Отамани колишнього Чорноморського козачого війська» (1891), «Давні відомості про Межигірський монастир» (1898), «Дві сторінки з історії запорожців» (1901), «Предки кубанських козаків на Дніпрі» (1901), «Предки кубанських козаків на Дністрі» (1902), «Головатий, кошовий отаман Чорноморського козачого війська» (1905), «Турецькі емігранти в Кубанській області» (1905), «Матеріали з історії Кубанського козачого війська» (1908), «Опис прапорів військових частин Кубанського козачого війська» (1908), «Боротьба українських гетьманів з поляками» (1912), «Клейноди Чорноморських козаків» (1912), «Петро Дорошенко: Гетьман Задніпровської України і приєднання всієї України до Московської держави» (1912), «Записки з історії Кубанського козачого війська» (1915) та ін.
У 2-й пол. 1890-х рр. встановив зв'язок з Одеським товариством історії та старожитностей і опублікував кілька матеріалів у його «Записках»: «Ачуєв» (т. 19, 1896), «Лист Н. Т. Білого до П. П. Короленка про Сидора Білого» (т. 20, 1898).
Після створення 1899 Товариства аматорів вивчення Кубанської області (рос. Общество любителей изучения Кубанской области) стає його дійсним членом. Прочитані ним на засіданнях т-ва доповіді були опубліковані у вигляді окремих праць: «Первісне заселення чорноморськими козаками Кубанської землі» (1899). «Некрасовські козаки» (1900) і «Горянські поселенці в Чорноморії» (1902).
В 1902 вийшов у відставку.
Помер і похований у Ставрополі (нині місто в РФ), де пройшли останні роки його життя.
Через те, що під час Другої світової війни Державний архів Краснодарського краю зазнав непоправних втрат, праці Короленко, насичені документами з історії Кубані, набули нині значення першоджерел.